# Jeanne Hébuterneová
Jeanne Hébuterneová (6. dubna 1898 Meaux, Seine-et-Marne – 26. ledna 1920 Paříž) byla francouzská umělkyně známá nejlépe svým vztahem s Amedeem Modiglianim, jehož múzou poslední dva roky umělcova života byla.

## Biografie
Narodila se v Meaux v departementu Seine-et-Marne v katolické rodině. Její otec, Achille Casimir Hébuterne, pracoval v pařížském obchodním domě Bon Marché.
Svoji krásnou sestru představil uměleckému společenství na Montparnassu její starší bratr André (1894–1992), který se chtěl stát malířem. Jeanne se seznámila s několika v té době strádajícími umělci a stála modelem japonsko- francouzskému malíři Léonardovi Cuguharovi Fudžitovi (1886–1968). Nechtěla však zůstat u této činnosti a hodlala se stejně jako její bratr stát výtvarnou umělkyní, neboť i ona měla kreslířský talent. Proto si zvolila studium na liberální Colarossiho akademii. A právě tam se na jaře 1917 setkala s Amedeem Modiglianim. Představila je izraelská sochařka Chana Orloffová (1888–1968). Jeanne se s charismatickým umělcem sblížila a oba se do sebe hluboce zamilovali. Jeanne se i přes silné námitky ze strany rodičů k Amedeovi brzy přestěhovala.

### Modigliani

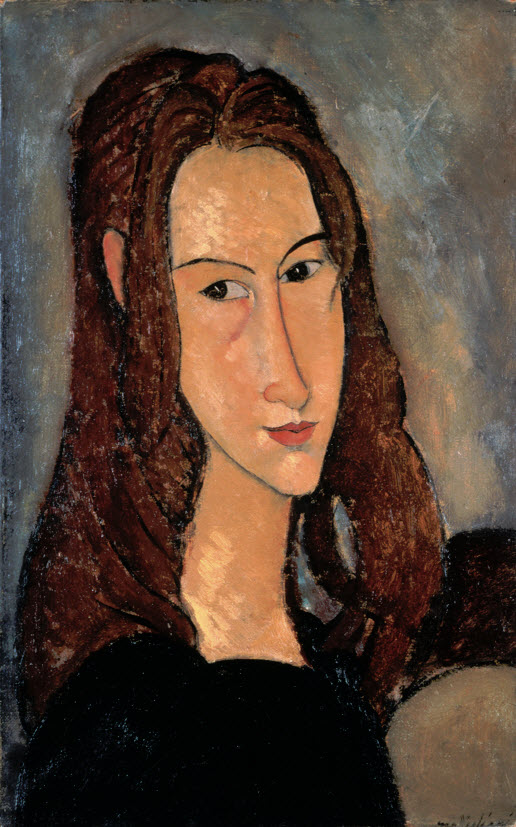
Portrét Jeanne Hébuterneové od Amedea Modiglianiho, 1918

Ostýchavá, tichá, mírná a křehká Jeanne, jak ji popsal švýcarský spisovatel a hudebník Charles-Albert Cingria (1883–1954), se stala prvořadým objektem Modiglianiho uměleckých děl. Na podzim 1918 se pár odstěhoval za teplejším podnebím do Nice na Azurovém pobřeží, kde Modiglianiho agent doufal, že vylepší umělcův status prodejem jeho obrazů bohatým milovníkům umění, kteří na Francouzské riviéře trávili zimu. V době, kdy dvojice pobývala v Nice, narodila se jim 29. listopadu dcera. Následujícího jara se vrátili do Paříže a Jeanne opět otěhotněla. Modigliani v té době trpěl tuberkulózním zánětem mozkových blan a k jeho velmi špatnému zdravotnímu stavu se ještě přidaly komplikace způsobené zneužíváním návykových látek.

### Tragédie
Poté co Modigliani 24. ledna 1920 ve věku 35 let zemřel, odvezli rodiče Jeanne do bezpečí domova. Avšak dva dny po Modiglianiho smrti vyskočila zoufalá Jeanne z okna bytu v 5. patře a zabila tak nejen sebe, ale i své nenarozené dítě. Její rodina, která z dceřiny smrti vinila Modiglianiho, nechala Jeanne pohřbít na pařížském hřbitově de Bagneux. Až téměř po 10 letech svolila k převezení jejích ostatků na hřbitov Père-Lachaise, aby spočinuly vedle Modiglianiho. Epitaf na jejím hrobě zní: „Oddaná družka až do krajní oběti“.
Její osiřelou dceru Jeanne Modiglianiovou (1918–1984) adoptovala sestra jejího otce, která žila ve Florencii. Vyrostla, aniž cokoli o svých rodičích věděla, a teprve jako dospělá začala pátrat po jejich osudech.  V roce 1958 napsala životopis svého otce, který vyšel anglicky v USA pod názvem Modigliani: Člověk a mýtus (Modigliani: Man and Myth).

## Odkaz
Trvalo víc než 30 let, než se podařilo přemluvit dědice Jeanne Hébuterneové, aby uvolnili její dílo pro veřejnost. V říjnu 2000 se její obrazy objevily na velké Modiglianiho výstavě v Benátkách pořádané Nadací Giorgia Ciniho. V lednu 2010 však vyšlo najevo, že vystavená díla jsou padělky. Kurátor výstavy Christian Parisot byl prasynovcem Jeanne Hébuterneové obviněn z padělání 77 kreseb a následně odsouzen k dvěma letům podmíněně a pokutě 50 000 €.

## Dílo

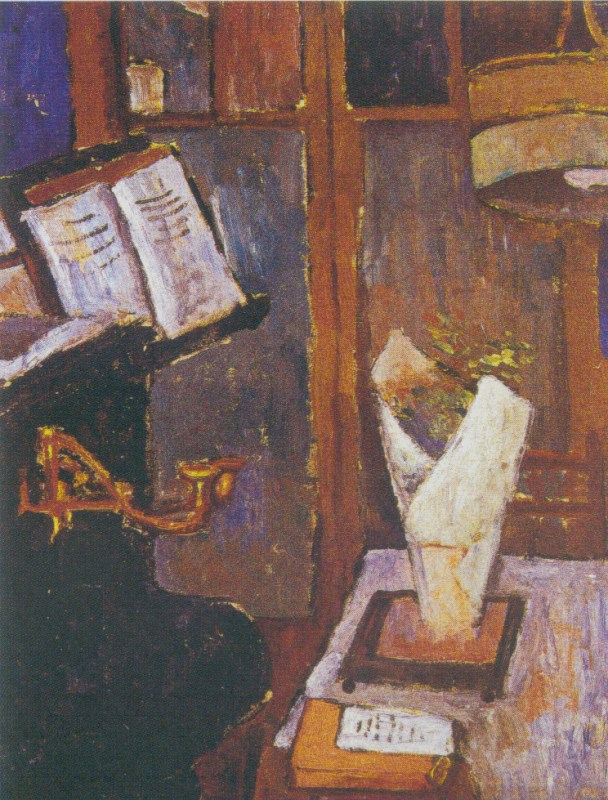
Zátiší
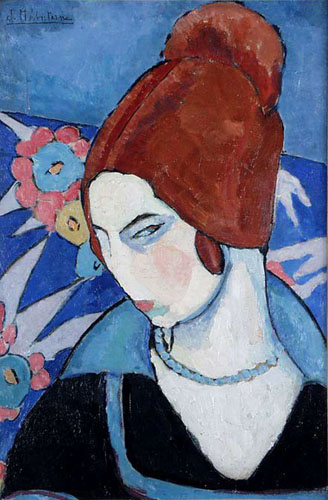
Autoportrét, 1916
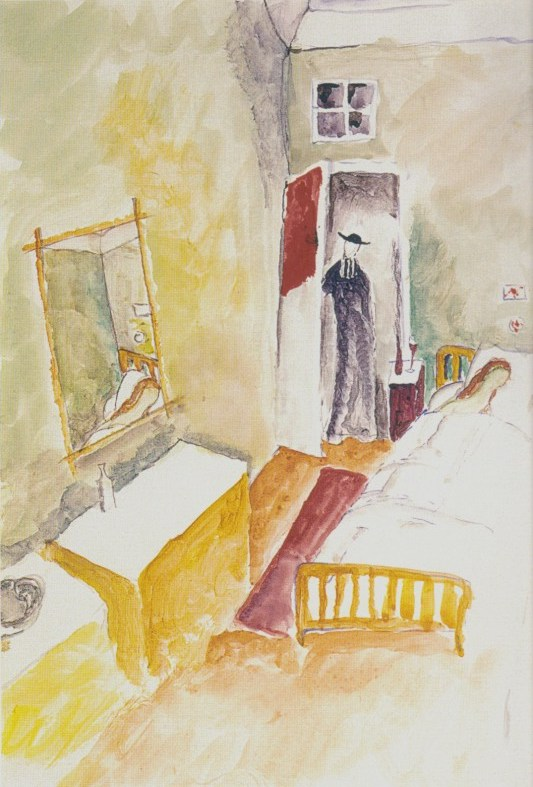
Smrt, 1919
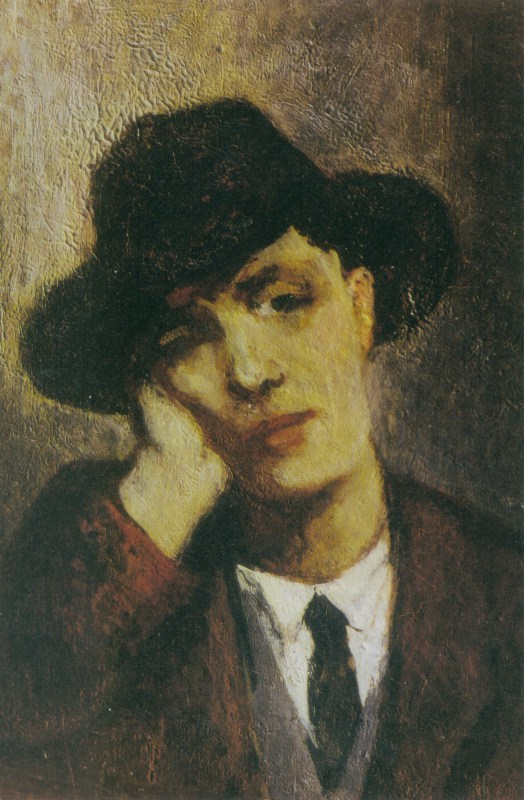
Modiglianiho portrét, 1919

## Jeanne Hébuterneová v Modiglianiho díle

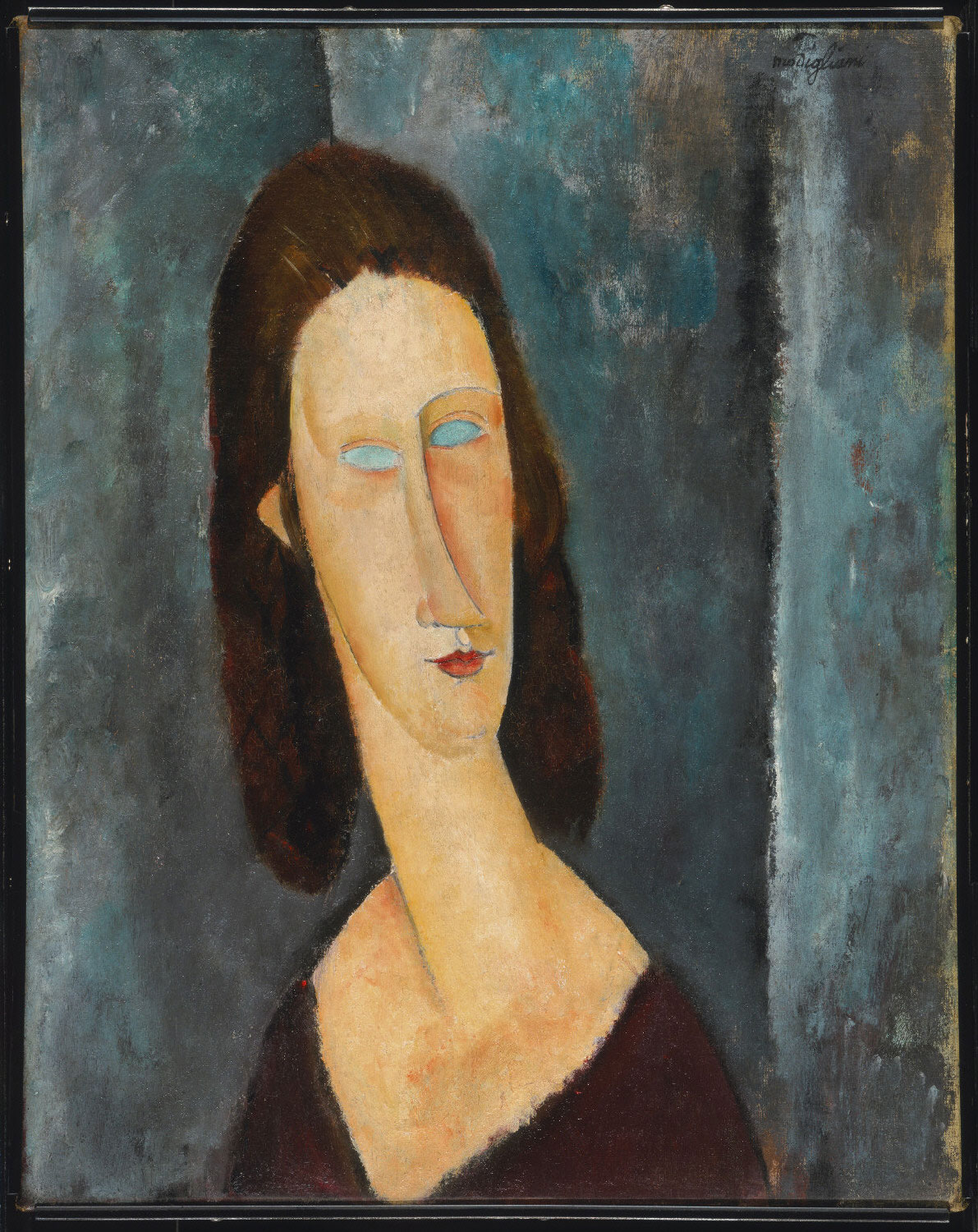
Modré oči (Portrét Jeanne Hébuterneové) (1918), Muzeum umění ve Filadelfii
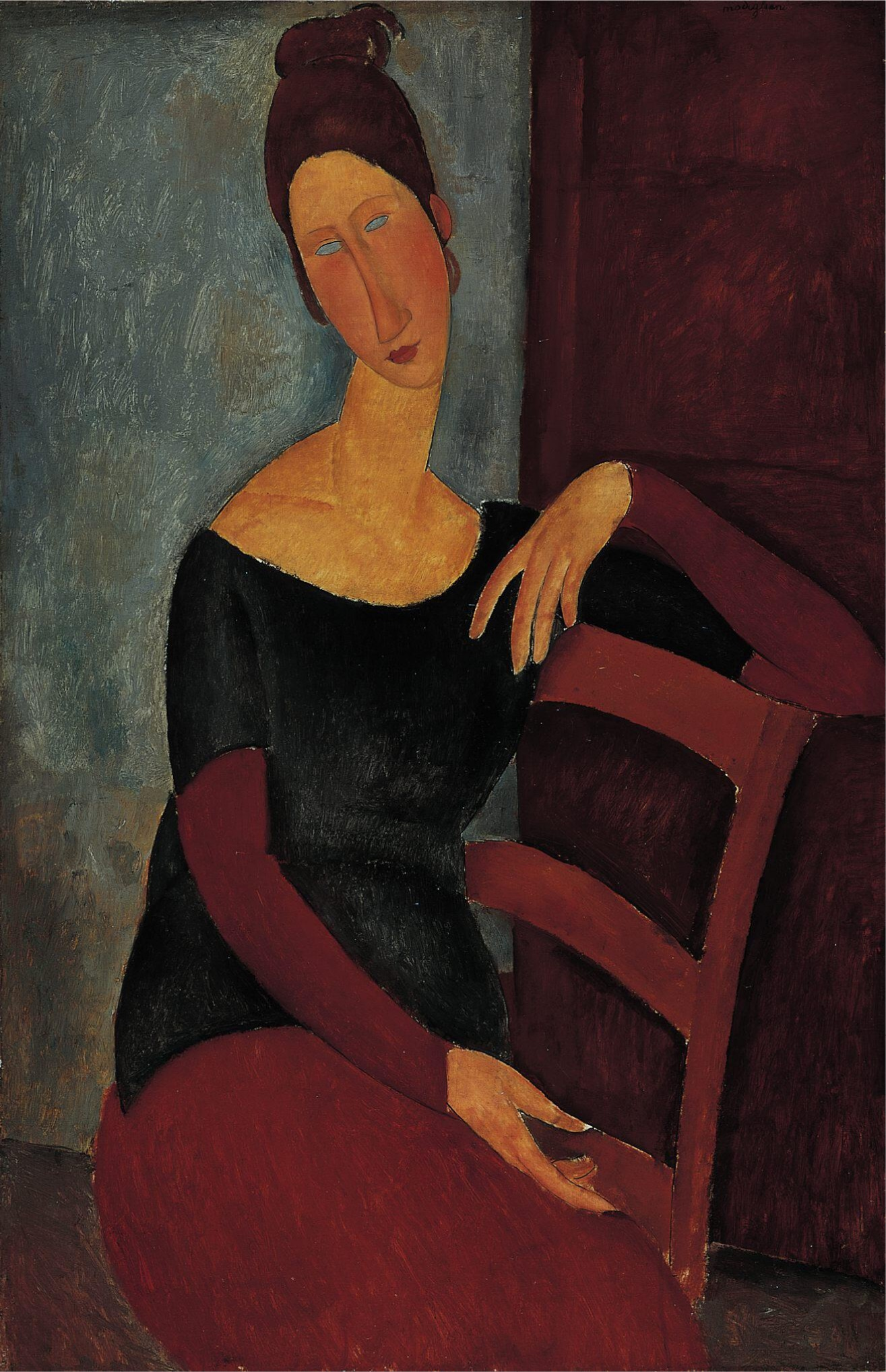
Portrét Jeanne Hébuterneové (1918), Pasadena, Norton Simon Museum
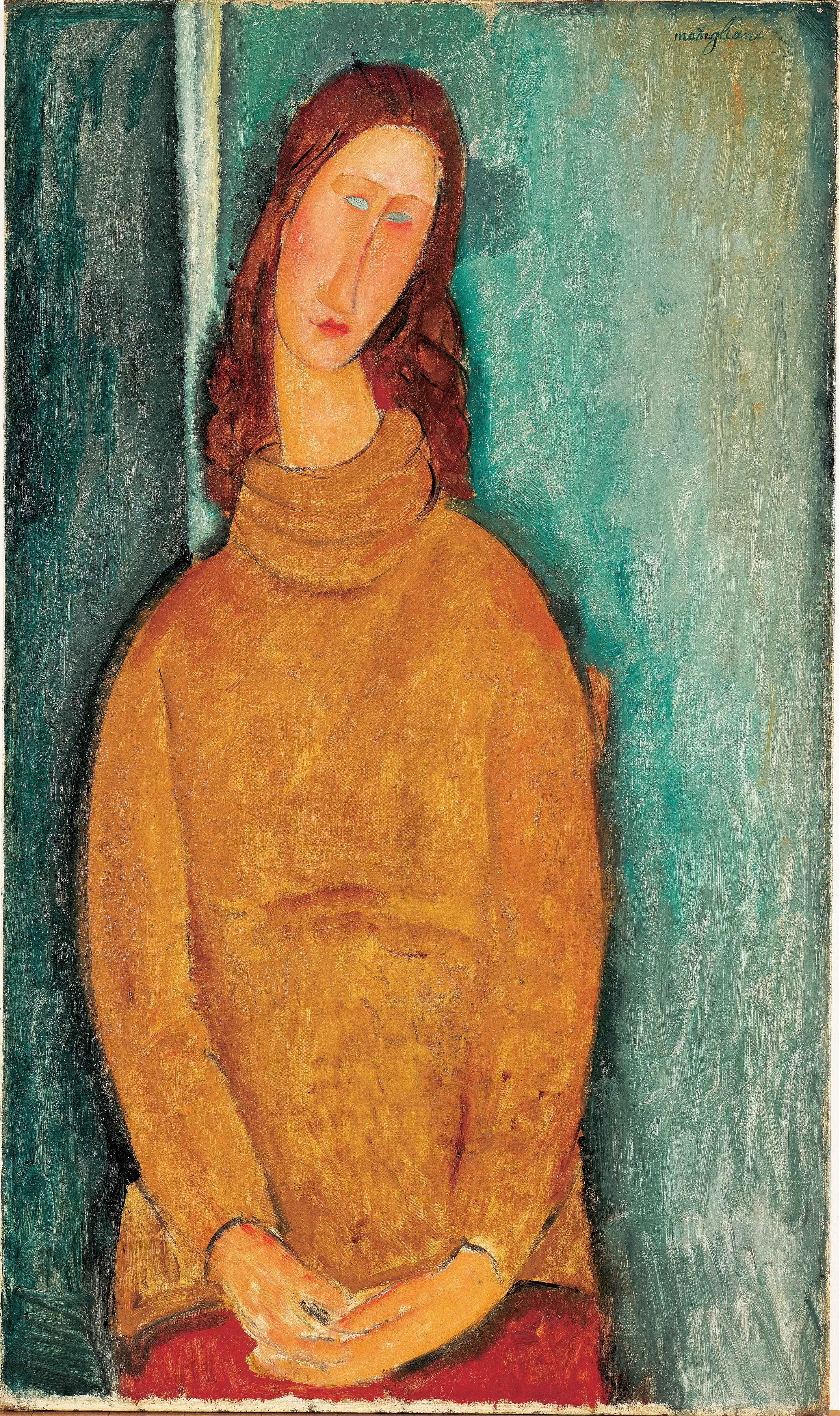
Portrét Jeanne Hébuterneové (1919), Kurašiki, Óharovo muzeum umění, Japonsko